# Cantó d'Abbeville-Sud
El cantó d'Abbeville-Sud és un cantó francès del departament del Somme, situat al districte d'Abbeville. Té 7 municipis i el cap és Abbeville.

## Municipis
- Abbeville (part)
- Bray-lès-Mareuil
- Cambron
- Eaucourt-sur-Somme
- Épagne-Épagnette
- Mareuil-Caubert
- Yonval

## Història
| Data d'elecció                           | Identitat       | Partit                              | Qualitat |
| ---------------------------------------- | --------------- | ----------------------------------- | -------- |
| 1945-1988                                | Max Lejeune     | SFIO, després MDSF, després UDF-PSD |          |
| 1988-2001                                | Guy Dovergne    | PS                                  |          |
| 2001-2008                                | Yves Butel      | CNIP, després UMP                   |          |
| 2008-                                    | Pascal Demarthe | PS                                  |          |
| les dades anteriors no són pas conegudes |                 |                                     |          |
|                                          |                 |                                     |          |